# Litas lituana
La litas lituana (ISO 4217: LTL, en lituano plural litai o litų [si es más de 10]) fue la moneda oficial de Lituania desde el 25 de junio de 1993 hasta El 31 de diciembre de 2014, cuando fue definitivamente substituida por el euro. Se dividía en 100 centų (en singular centas, en nominativo plural centai "céntimos"). La primera litas se introdujo en 1922 tras la Primera Guerra Mundial, cuando Lituania declaró su independencia, y el 25 de junio de 1993, tras un periodo de cambio del rublo soviético en forma de talonas. Entre 1994 y 2002, la litas fue vinculada al dólar de manera fija. En 2002, pasó a estar vinculada al euro.
El 1 de enero de 2015, Lituania pasó a adoptar el euro como su nueva moneda.

## Historia

### Primera litas, 1922-1941
La primera litas se introdujo el 2 de octubre de 1922, sustituyendo el marco alemán oriental (ostmark) y el rublo oriental (ostruble), divisas que se emitieron durante la ocupación alemana durante la Primera Guerra Mundial. El ostmark se conoce como auksinas en Lituania.
Se fijó un valor de 10 LTL = 1 USD y se dividió en 100 centų. En la época de la gran gran depresión económica a nivel mundial, la litas parecía ser una moneda fuerte y estable, reflejando una mínima influencia de la depresión en la economía lituana. La litas estaba cubierta en 0,150462 gramos de oro almacenados en el Banco Central de Lituania en divisas extranjeras. En marzo de 1923, la cantidad en circulación ascendía a 39.412.984 LTL, respaldada por 15.738.964 de LTL en oro y 24.000.000 de LTL en bienes intercambiables. Se exigió que un tercio del total de litas en circulación estuviera cubierto por oro y el resto en otros recursos. Durante 1938, 1 USD = 5,90 LTL, cayendo a casi 20 USD antes de su desaparición en 1941.
La litas fue sustituida por el rublo soviético en abril de 1941 tras la anexión de Lituania por parte de la Unión Soviética, donde se fijó una tasa de cambio de 1 LTL = 0,90 rublos, aunque el valor real de la litas era de 3 a 5 rublos. Tal tasa de cambio benefició sin duda a militares y mandatarios políticos soviéticos. Para intentar proteger el valor real de la moneda, la gente empezó a comprar bienes desmesuradamente, que junto a una reducción de la producción seguida de la nacionalización de ciertas empresas, causó carestía de materiales de primera necesidad. La retirada de depósitos se limitó a 250 LTL antes de que la litas se aboliera completamente.

#### Monedas
En 1925 se acuñaron monedas de 1, 2, 5, 10, 20 y 50 centų, y 1, 2 y 5 litas de plata. En 1936 se añadieron denominaciones de 10 litas. Todas estas monedas las diseñó el escultor Juozas Zikaras (1881-1944). Los diseños llevaban los retratos de Jonas Basanavičius y Vitautas el Grande y fueron sustituidos por el retrato del presidente Antanas Smetona.

#### Billetes
En 1922, el Banco de Lituania emitió billetes en denominaciones de 1, 2, 5, 10, 20 y 50 centų, y 1, 2, 5, 10, 50 y 100 litas. En 1924 se añadieron denominaciones de 500 y 1000 litas. Las denominaciones inferiores a 5 litas fueron sustituidas por monedas en 1925.

### Segunda litas, 1993-2015

#### Trabajos preparatorios
El 25 de junio de 1993 la litas volvió a ser la moneda de curso legal en Lituania, cuando sustituyó al talonas temporales con una tasa de cambio de 1 LTL = 100 talonas lituano.
Expertos financieros comenzaron a prepararse para introducir la litas incluso antes de declararse la independencia; se pensó incluso en introducir la litas junto al rublo si Lituania no lograba la independencia y seguía siendo parte de la Unión Soviética. En diciembre de 1989, se ofreció a varios artistas bocetos para unos posibles diseños de monedas y billetes. También se creó una lista de personajes que deberían aparecer en ellos.
El 1 de marzo de 1990 se estableció el Banco Nacional de Lituania. Diez días después Lituania declaró su independencia. Al principio el gobierno lituano negoció en vano con el impresor François Charles Oberthur para que imprimiera los billetes. En noviembre de 1990 el Banco de Lituania decidió trabajar con la United States Banknote Corporation. A finales de 1991 los primeros cargamentos de litas llegaron a Lituania.
En noviembre de 1991 se promulgó la ley monetaria lituana y se constituyó un comité monetario. Tenía la función de fijar la fecha de puesta en circulación de la litas, los términos y condiciones en que el rublo soviético sería sustituido y la tasa de cambio de la litas. Los responsables esperaron a que la economía se estabilizara para no exponer la litas a la inflación. Cerca del 80% del mercado lituano era con Rusia y el gobierno necesitaba encontrar una ligera transición a una zona de influencia lejos del rublo. También el país necesitaba recaudar dinero para formar un fondo de estabilización.

#### Recuperando las reservas de oro
Al principio Lituania no tenía oro ni otros recursos para respaldar la litas. El gobierno necesitó alrededor de 200 millones de dólares para crear el fondo de estabilización. Primero se intentaron recuperar las reservas de oro de antes de la guerra (alrededor de 2 toneladas) desde Francia, el Reino Unido, Suiza, etc. En el periodo de entreguerras Lituania almacenó sus reservas de oro en bancos extranjeros. Tras la ocupación en 1940 estas reservas "no pertenecían a nadie": Lituania no existía como país y muchos de los países occidentales condenaron la ocupación etiquetándola de ilegal y no reconociendo a la Unión Soviética como su sucesora. El Banco de Inglaterra por ejemplo vendió las reservas a los soviéticos en 1967. Sin embargo, en enero de 1922 se anunció que esta acción fue "una traición para la gente de los pueblos bálticos" y que tendrían que devolver el oro, ahora valorado en unos 90 millones de GBP, a los tres Estados Bálticos. Lituania recibió 18,5 millones de libras o 95.000 onzas de oro, siguiendo como cliente del banco. De manera similar, en marzo de 1922 Lituania reclamó el oro del Banco de Francia y más tarde del de Suecia.
En octubre de 1992, el Fondo Monetario Internacional, al cual Lituania se adhirió el 29 de abril de 1992, prestó una primera cantidad de 23,05 millones de USD para crear el fondo de estabilización. Sin embargo, se estima que al tiempo de introducir la nueva moneda, Lituania sólo planeó reunir 120 millones de USD para el mencionado fondo para no dañar la reputación y la confianza de la litas.

#### Retraso en la introducción de la litas
Periodistas del Lietuvos Rytas investigaron la producción de la litas y descubrieron que esta se pospuso durante un tiempo. Por ejemplo, 6 millones de litas destinadas a pagar la impresión de los billetes se mantuvieron en un interés al 0% ingresadas en el Banco de Suecia. En 1992 la litas estaba lista para la puesta en circulación, pero los billetes eran de muy mala calidad, tanto, que uno mismo podía imprimirlos con una impresora normal.
El reelegido presidente Algirdas Brazauskas desestimó la candidatura de Vilius Baldišis como director del Banco de Lituania por incompetencia dos meses antes de la introducción de la litas. Más tarde Baldišis fue imputado por una negligencia que le costó al gobierno 3.000.000 de USD. Algunos sospechaban de los servicios rusos de espionaje. La expliación que dio Baldišis fue que intentaba recortar los gastos de la impresión de billetes y por eso no añadió mejores medidas de seguridad a estos. También la US Banknote Corporation fue acusada por incumplir los términos del contrato.
Pero cuando se diseñó una nueva serie de billetes lituanos, se imprimieron y se introdujeron en junio de 1993, se apreció que todavía la calidad del dinero era demasiado baja y los billetes deberían volver a diseñarse en el futuro. Todos estos escándalos y la pequeña reserva de oro (alrededor de 120 millones de USD en vez de 200 millones) dañaron la reputación de la litas. Afortunadamente, el nuevo director Romualdas Visokavičius introdujo rápidamente cambios para ganarse la confianza del público. Por desgracia en octubre se vio obligado a dimitir por verse envuelto en un banco privado llamado Litimpex.

#### Introducción de la litas
El 25 de junio de 1993 finalmente se introdujo la litas con una tasa de cambio de 1 LTL = 100 talonas. Se fijó una tasa de 1 USD = 4,50 LTL que en dos semanas bajó a 4,20 LTL, incluso con los escándalos surgidos tras la introducción de la litas. El gobierno permitió el cambio de cantidades ilimitadas de talonas a litas sin tener que declarar la procedencia de las talonas, lo cual permitió el blanqueo de dinero a gran escala.
En julio la circulación de talonas paró y el 1 de agosto de 1993 la litas era la única moneda de curso legal. Tras la introducción de la litas hubo un intento de desalojar los dólares americanos del mercado. Las talonas nunca tuvieron confianza en el público y el rublo era muy inestable. Por eso la gente empezó a utilizar dólares al ser una moneda más estable. Otra alternativa fue el marco alemán, pero no estaba disponible en grandes cantidades. Muchos comercios aceptaban divisas extranjeras, que incluían el dólar; la economía se "dolarizó" tanto que acabó siendo legal realizar transacciones con divisas extranjeras.
Debido a la mala calidad de los billetes (tanto las talonas como las primeras litas) era muy fácil falsificarlos. Muchos comercios se vieron obligados a adquirir lámparas ultravioletas para comprobrar su veracidad. Desde el 1 de abril de 1994 al 1 de febrero de 2002 la litas se fijó al dólar con una tasa de cambio de 1 USD = 4 LTL. Las principales razones para esta fijación fueron entre otras la poca confianza que se tenía en este sistema monetario de emergencia, expuesto a altas fluctuaciones en los tipos de cambio de las divisas, el deseo de atraer a inversores y las recomendaciones del Fondo Monetario Internacional. El tipo de cambio se revisaba anualmente. Durante un tiempo se fijó también al ECU, y fue en este periodo cuando se creó un comité monetario. Desde el 1 de abril de 1994, la litas fue respaldada completamente por oro y otros recursos estables.

#### Monedas
En 1993 se introdujeron monedas datadas en 1991 en denominaciones de 1, 2, 5 (aluminio), 10, 20 y 50 centų (bronce) y 1, 2 y 5 litas (cuproníquel). En 1997 se añadieron monedas de 10, 20 y 50 centų de níquel-latón y 1 litas de cuproníquel y diseños bimetálicos de 2 y 5 litas en 1998. 
Las primeras monedas se acuñaron en la ceca de Birmingham del Reino Unido y llegaron a Lituania el 31 de octubre de 1990. Las monedas actuales se acuñan en la Lithuanian Mint, que comenzó sus operaciones en septiembre de 1992 y ayudó a reducir los costes de la introducción de la litas.

#### Billetes
En 1993 se emitieron billetes fechados en 1991 en denominaciones de 10, 20, 50, 100, 200 y 500 litas. Debido a la mala calidad de los diseños y de los billetes en sí, era muy fácil la falsificación por lo que se emitió una segunda serie de billetes de 1, 2, 5, 10, 20 y 50 litas. Los billetes de 100 litas de la serie anterior siguieron en circulación. La denominación de 200 LTL se introdujo en 1997, seguida de la de 500 LTL en 2000.

### Euro
El 2 de febrero de 2002, la litas fue vinculada al euro con un tipo de cambio de 3,45280 litas = 1 euro. El 28 de junio de 2004, la litas se incorporó al MTC II, el mecanismo de tipos de cambio de la Unión Europea, con un tipo de 3,45280 litas = 1 euro con una banda de fluctuación de ± 15%.
El 4 de junio de 2014, la Comisión Europea propuso la entrada de Lituania en la zona del euro. El 27 de junio de 2014, los jefes de Estado y de Gobierno de la Unión Europea aprobaron dicha incorporación. Finalmente, el 23 de julio de 2014, el Consejo de Asuntos Económicos y Financieros de la UE (ECOFIN) dio luz verde a la incorporación de Lituania a la zona del euro y estableció la tasa de cambio irrevocable en 3,45280 litas lituanas = 1 euro.
El 1 de enero de 2015, Lituania pasó a adoptar el euro como su nueva moneda.